# 貝德福縣 (維吉尼亞州)
貝德福县（英語：Bedford County）是美國維吉尼亞州中西部的一個縣。面積579平方公里。根據美國2000年人口普查，共有人口60,371人。縣治貝德福（Bedford）。
成立於1757年2月27日。縣名紀念掌璽大臣、英國駐法大使約翰·羅素，第四代貝都福公爵。